# Priocnemis ordishi
Priocnemis ordishi är en stekelart som beskrevs av Harris 1987. Priocnemis ordishi ingår i släktet sågbenvägsteklar, och familjen vägsteklar. Inga underarter finns listade i Catalogue of Life.